# Templo de Winnipeg, Manitoba
El Templo de Winnipeg, Manitoba es uno de los templos en construcción de la Iglesia de Jesucristo de los Santos de los Últimos Días, el número 170 de la iglesia, el primer templo SUD construido en la provincia de Manitoba y el noveno en el país de Canadá.
A pesar de su estilo arquitectónico único entre los templos construidos por la iglesia SUD, con 16 100 pies cuadrados (1495,7 m²) de construcción, es uno de los templos de menor tamaño sin estar entre los templos de menores proporciones operados desde 2000 por la iglesia SUD a nivel mundial.

## Anuncio
Los planes para la construcción del templo en la ciudad de Winnipeg fueron anunciados por Thomas S. Monson durante la conferencia general el 2 de abril de 2011. La ceremonia de la primera palada tuvo lugar el 3 de diciembre de 2016 presidida por Larry Y. Wilson, director ejecutivo del departamento de templos, a la que asisitieron líderes locales incluyendo miembros del parlamento canadiense. La ubicación del templo fue anunciado en una carta a las autoridades locales, escogiendose un terreno al suroeste de la ciudad en la colonia Bridgwater. La aprobación y permisos fueron concedidos por la ciudad en septiembre de 2016.

## Construcción
El templo se completó en agosto de 2020. La iglesia estableció la casa abierta para octubre de ese año, el cual fue postpuesto por motivos de la pandemia de COVID-19, así como su dedicación oficial. El estilo arquitectónico del templo se basó en la modernización del estilo de las iglesias antiguas de Manitoba. El exterior del edificio es de ladrillo rojo, el techo de pizarra y un pináculo único color dorado puesta sobre la entrada principal. Las ventanas de vidrio de arte original representan el azafrán de la pradera, flor provincial de Manitoba.
La construcción del templo inició con la edificación del centro de reuniones adjunto y el cimiento del templo en el invierno de 2019, usando procedimientos de endurecimiento del concreto a bajas temperaturas. Para fines de ese mismo año, diciembre de 2020, el templo estaba erigido y sus ladrillos exteriores ubicados sobre las paredes externas, estando aun por completar el pináculo central del templo, el cual fue instalado en enero de 2020. El 30 de abril de 2020, la iglesia pautó la fecha de la casa abierta del templo para octubre y la dedicación el 8 de noviembre de 2020. Las obras de arte en los vitriales comenzaron en mayo de 2020 y culminaron en septiembre. El característico ángel Moroni, una estatua de 2,5 metros (8,2 pies) de altura y 135 kilogramos (297,6 lb) kilos, fue instalado el 28 de julio luego de un primer y fallido intento el 15 de ese mes. El 1 de septiembre la iglesia envió un comunicado de prensa posponiendo tanto la casa abierta como la dedicación oficial del templo.